# Christopher Bartle
Christopher Bartle (meist verkürzt Chris Bartle genannt; * 19. Februar 1952 in Harrogate, North Yorkshire, Vereinigtes Königreich)
ist ein bekannter englischer Dressur- und Vielseitigkeitsreiter und -trainer. Er war mehrmaliger erfolgreicher Olympiateilnehmer und ist seit 2001 zusammen mit Hans Melzer Bundestrainer der deutschen Vielseitigkeits-Mannschaft. Heute leitet er das Yorkshire Riding Centre in Harrogate. Chris ist der jüngere Bruder von Jane Bartle-Wilson, die ebenfalls 1984 in Los Angeles Olympiateilnehmerin war.

## Ausbildung
Chris Bartle besuchte das Ampleforth College und die University of Bristol, an der er den Grad eines Bachelor of Science in Economics mit Auszeichnung erwarb. Nach dem Studium versuchte er sich zunächst als Amateur-Jockey. Da er jedoch bei seiner Größe von 1,80 m einige Probleme hatte, sein Gewicht niedrig zu halten, verlegte er sich auf das Vielseitigkeitsreiten. Trainiert wurde er unter anderem vom zweimaligen Goldmedaillengewinner in Helsinki 1952, Hans von Blixen-Finecke junior.

## Leistungen

### Dressur
1976 musste er sein Pferd Wily Trout vom Vielseitigkeitswettbewerb zurückziehen, weil es sich beim Training verletzt hatte. Doch schon ein Jahr später nahm er mit Wily Trout an der Dressur-Weltmeisterschaft im Einzel teil. Von 1981 bis 1987 war Chris Bartle mit Wily Trout Mitglied der britischen Dressurmannschaft. Bei der Sommerolympiade 1984 in Los Angeles belegte das britische Team den achten Platz, und Chris Bartle wurde als Sechster im Dressur-Einzel bestplatzierter Brite.
1986 erreichte Bartle wiederum mit Wily Trout den zweiten Platz beim ersten Dressur-Weltcupfinale in ’s-Hertogenbosch. Im gleichen Jahr wurde ihm die Ehrenmedaille der Britischen Reitervereinigung verliehen.

### Vielseitigkeit
Schließlich wandte sich Christopher Bartle wieder dem Vielseitigkeitsreiten zu und gewann 1997 Mannschaftsgold bei den Europameisterschaften. Ein Jahr später wurde er Sieger des renommierten Badminton Horse Trials mit seinem Pferd Word Perfect II. Mit Word Perfect II war er auch als Reserve bei der Olympiade 2000 in Sydney.

## Trainer

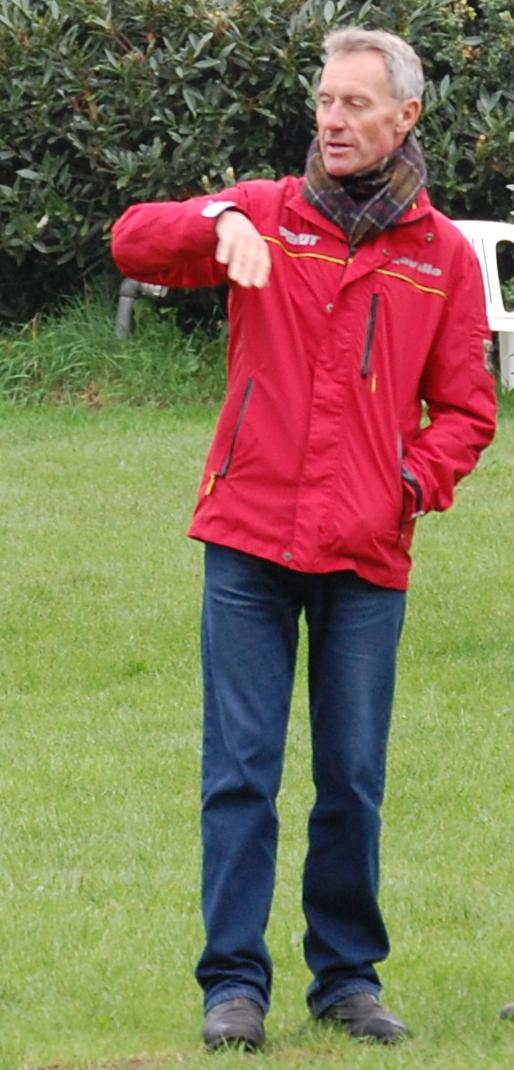
Christopher Bartle bei den deutschen Meisterschaften 2013

### Britische Nationalmannschaft
Nach seinen Dressur-Erfolgen wurde Christopher Bartle Trainer des britischen Vielseitigkeitsteams und nahm mit ihm an den Olympischen Spielen in Atlanta 1996 und Sydney 2000 teil. Er ist Träger des British Horse Society´s Trainers Award und wurde 2001 Ehrenmitglied der British Horse Society.
Seit Januar 2017 trainiert Bartle wieder das britische Vielseitigkeitsteam. Mit diesem gewann er bei der Europameisterschaft im gleichen Jahr Mannschaftsgold und Einzelbronze.

### Deutsche Nationalmannschaft
ab 2001 war Chris Bartle zusammen mit Hans Melzer Bundestrainer der deutschen Vielseitigkeits-Olympiamannschaft. In seine Amtszeit fielen einige der größten Erfolge der deutschen Vielseitigkeitsreiter, so die Goldmedaillen für die deutsche Mannschaft und deutsche Einzelreiter bei den Olympischen Spielen 2008 und 2012.
Ende 2016 gab Chris Bartle bekannt, dass er sich als Teamtrainer in Großbritannien beworben habe. Im November desselben Jahres wurde vom DOKR bekannt gegeben, dass er Trainer der britischen Vielseitigkeitsreiter wird.
Daneben ist Bartle erfolgreicher Einzel-Trainer mehrerer britischer und deutscher Vielseitigkeitsreiter. Seine reiche Erfahrung veranlasste ihn, zusammen mit Gilliam Newsum als Co-Autor das Buch Training the Sport Horse zu veröffentlichen.